# کاوالیر کورپوریشن
کاوالیر کورپوریشن (انگلیسی: Cavalier Corporation) شرکت نساجی نیوزیلندی است، که در سال ۱۹۸۴ تأسیس شد.